# Elaphidion glabratum
Elaphidion glabratum là một loài bọ cánh cứng trong họ Cerambycidae.